# Gianluca Lapadula
Gianluca Lapadula (ur. 7 lutego 1990 w Turynie) – peruwiański piłkarz, włoskiego pochodzenia występujący na pozycji napastnika we włoskim klubie Cagliari Calcio oraz w reprezentacji Peru. Wychowanek Juventusu, w swojej karierze grał także w takich zespołach jak Pro Vercelli, Ivrea, Parma Calcio 1913, Atletico Roma, Ravenna FC 1913, San Marino Calcio, Cesena FC, Frosinone Calcio, ND Gorica, Teramo Calcio, Delfino Pescara 1936, A.C. Milan, Genoa CFC, US Lecce oaz Benevento Calcio. 14 listopada 2020 zadebiutował w reprezentacji Peru w przegranym 0:2 meczu przeciwko Chile.

## Sukcesy

### Gorica
- Puchar Słowenii: 2013/2014

### Milan
- Superpuchar Włoch: 2016

### Indywidualne
- Król strzelców Serie B: 2015/2016 (27 goli), 2022/2023 (21 goli)